# Mistrzostwa Świata w biegu na 100 km 1992
6. Mistrzostwa Świata w biegu na 100 km 1992 – zawody lekkoatletyczne, które odbyły się 16 lutego 1992 w Palamós, Hiszpania.

## Medaliści
|                         | 1. miejsce                                                             | Rezultat | 2. miejsce                                                                                    | Rezultat | 3. miejsce                                                              | Rezultat |
| Mężczyźni indywidualnie | Konstantin Santalov                                                    | 6:23:35  | Domingo Catalan Lera                                                                          | 6:30:37  | Erik Seedhouse                                                          | 6:33:03  |
| Mężczyźni drużynowo     | Niemcy 1. Heinz Hüglin · 2. Volker Becker-Wirbel · 3. Josef Schneider  | 20:23:20 | Hiszpania 1. Domingo Catalan Lera · 2. Ramon Alvarez Sainz · 3. Jesus Julian Corredor Arribas | 20:29:57 | Wielka Brytania 1. Erik Seedhouse · 2. Stephen Moore · 3. Patrick Macke | 20:33:23 |
| Kobiety indywidualnie   | Nurziia Bagmanova                                                      | 7:44:37  | Marta Vass                                                                                    | 7:53:50  | Carolyn Hunter-Rowe                                                     | 7:56:50  |
| Kobiety drużynowo       | Niemcy 1. Sybille Möllensiep · 2. Katharina Janicke · 3. Sigrid Lomsky | 24:20:05 | Wielka Brytania 1. Carolyn Hunter-Rowe · 2. Sylvia Watson · 3. Hilary Walker                  | 24:41:04 | Francja 1. Huguette Jouault · 2. Nicole Duchemin · 3. Monique Frussotte | 25:13:42 |

## Reprezentacja Polski

### Mężczyźni
| Miejsce | Zawodnik          | Klub                             | Rezultat |
| 33.     | Piotr Uciechowski | LZS Tarchalanka Tarchały Wielkie | 7:24:44  |